# Valentino (stilista)
Valentino Clemente Ludovico Garavani, noto semplicemente come Valentino (Voghera, 11 maggio 1932), è uno stilista italiano, creatore dell’omonimo marchio.
Il brand Valentino produce abiti di alta moda per uomo e donna, accessori, profumi e pret-a-porter ed è da sempre un simbolo di eleganza e raffinatezza made in Italy all'interno del panorama internazionale.

## Biografia
Valentino Garavani nasce l'11 maggio 1932 a Voghera, secondogenito, dopo la sorella maggiore Wanda (1925-1997), di Mauro Garavani e Teresa de Biaggi. Fin da giovanissimo è attratto dal mondo della moda e dalla creatività sartoriale della stilista vogherese Ernestina Salvadeo; frequenta una Scuola di figurino a Milano e contemporaneamente studia francese alla Berlitz School e viaggia all'estero, trascorrendo un lungo periodo a Parigi. Studia stilismo all'École de La Chambre Syndicale de la Couture.

Valentino intervistato durante una puntata del programma televisivo Mixer, 1981

Negli anni cinquanta, dopo essersi fatto notare partecipando a un importante concorso, si trasferisce a Parigi ed entra come collaboratore nella Casa di Moda di Jean Dessès e nell'atelier di Guy Laroche. Fa ritorno in Italia e a fine degli anni cinquanta è a Roma, allievo di Emilio Schuberth per poi collaborare presso l'atelier di Vincenzo Ferdinandi prima di aprire una propria maison.
Nel 1957 fonda la Valentino insieme ad alcuni soci, fra cui il padre. Tuttavia gli alti costi di gestione, unitamente al gusto per il lusso dello stilista, portarono i soci a ritirarsi dall'attività, facendo quasi andare la casa di moda in bancarotta. Fu risolutiva l'entrata nella società del compagno Giancarlo Giammetti, studente di architettura con il quale Garavani avviò una nuova casa di moda, occupandosi esclusivamente dell'aspetto creativo, e lasciando al socio l'aspetto finanziario.
Nel 1959 apre il suo atelier a Roma in via dei Condotti e nel 1960 inizia la sua collaborazione con Giancarlo Giammetti che seguirà lo sviluppo del suo marchio. Nel 1962, dopo il trionfo della sua prima collezione a Pitti Moda di Firenze, Valentino diviene in breve uno dei più apprezzati e dei più popolari couturiers del mondo. Le due pagine che l'edizione francese di Vogue gli dedica sono il segno della sua consacrazione tra i grandi della Moda.
Nel 1967 gli viene conferito a Dallas il Premio Neiman Marcus, equivalente, nel mondo della Moda, all'Oscar cinematografico. In questo stesso anno disegna le divise per gli assistenti di volo della TWA e presenta la prima collezione Valentino Uomo. Nel 1968 inizia ad usare come griffe la celebre "V", e, ormai parte del Gotha degli stilisti, crea l'abito da sposa per le nozze di Jacqueline Bouvier con Onassis. Inizia ufficialmente l'internazionalizzazione del brand, grazie a un'intelligente politica di collaborazioni con nuove realtà produttive. Nel nuovo decennio, gli anni '70, lo stilista italiano apre nuovi atelier nelle più importanti città della moda internazionali, tra cui Parigi, Tokyo, Ginevra, New York e Losanna.
Negli anni ottanta Valentino affida alla Italiana Manifatture dei fratelli Castelletti di San Benedetto del Tronto la produzione e distribuzione mondiale delle linee Valentino Jeans, Oliver, Valentino Junior, 18:18. Dagli anni settanta in poi Valentino veste le donne più famose del mondo ed apre boutique a New York, Parigi, Ginevra, Losanna, Tokyo. Viene creato anche un profumo che porta il suo nome, che nel 1991 sarà seguito dal profumo "Vendetta".
Nel 1971 è ritratto dal pittore statunitense Andy Warhol. Nel 1985 riceve dal Presidente della Repubblica la decorazione di Grand'Ufficiale dell'Ordine al Merito, nel 1986 il titolo di Cavaliere di Gran Croce, nel 1996 è nominato Cavaliere del Lavoro; nel luglio 2006 gli viene conferita la Legion d'onore, la più alta onorificenza della Repubblica francese.
Valentino segue anche le tematiche sociali: insieme a Giancarlo Giammetti dà vita nel 1990 all'Associazione L.I.F.E, che si propone di combattere l'AIDS mediante campagne di informazione, supporto ai parenti degli ammalati e incentivazione della ricerca. Il celebre marchio, venduto nel 1998 alla casa tedesca HDP, è stato rilevato nel 2002 dal Gruppo Marzotto.

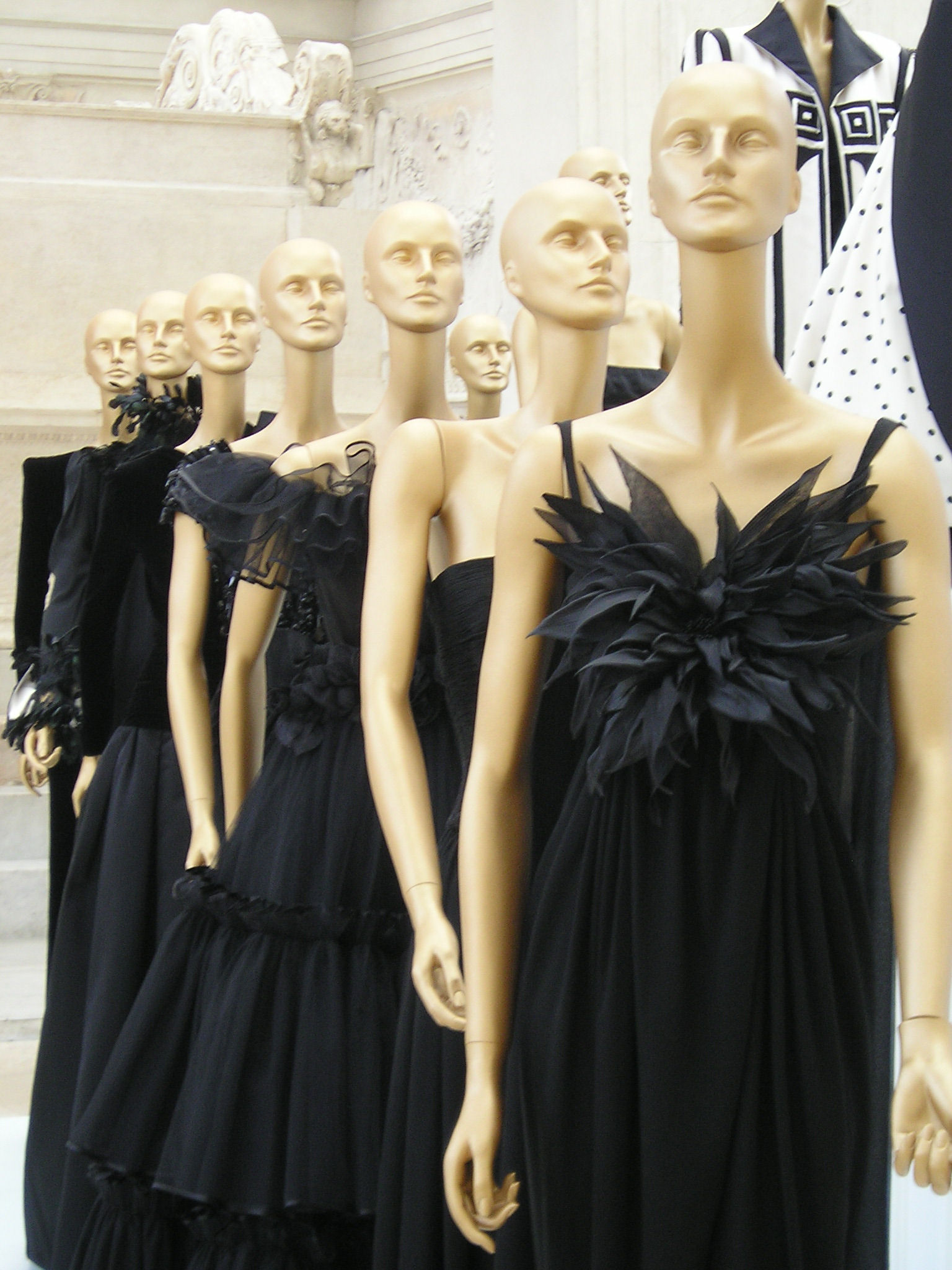
Abiti esposti al Museo dell'Ara Pacis in occasione della mostra dedicata a Valentino per i 45 anni di carriera

A luglio 2007 ha celebrato a Roma il 45º anniversario della casa di moda presso il tempio di Venere, nel Foro romano, con uno spettacolo progettato da Valerio Festi e scenografie di Dante Ferretti. Poche settimane dopo, il 4 settembre 2007 ufficializza l'addio alla moda, lasciando il ruolo di direttore artistico ad Alessandra Facchinetti. Cinque mesi dopo, Matteo Marzotto lascia la presidenza. Dopo solo una stagione la Facchinetti è licenziata dall'azienda. Grazia Chiuri e Pier Paolo Piccioli, che per dieci anni hanno disegnato gli accessori per Valentino, sono nominati direttori creativi. Il 20 novembre è stato distribuito nei cinema italiani il film-documentario Valentino: The Last Emperor, diretto dal regista statunitense Matt Tyrnauer, pellicola che segue gli ultimi due anni di attività dello stilista. Il logo con l'inconfondibile V maiuscola, diventato iconico non solo nella moda e riconosciuto come simbolo di fascino ed eleganza, è stato raccontato nel libro “Valentino Garavani VLogo Signature Uncensored Project” a cura di Pierpaolo Piccioli. Nel volume il logo viene analizzato e reinterpretato grazie al contributo di sedici tra i più famosi magazine di moda. Il brand Valentino dopo la vendita da parte del suo fondatore è stato oggetto di un'estesa opera di rebranding e di una nuova corsa verso la modernità, pur senza mai scostarsi dalla figura di Valentino Garavani. Anzi, allo stilista sono stati dedicati eventi e mostre, come la mostra multisensoriale svoltasi a Shanghai.
Nel 2010 Garavani viene indagato dalla Procura della Repubblica di Roma per reati fiscali. Il 7 settembre 2011 Valentino è stato onorato presso il Fashion Institute of Technology di New York con il premio Couture Council Award 2011, durante il pranzo di beneficenza al David H. Koch Theater, Lincoln Center..
Il 18 febbraio 2018 si aggiudica il Premio la Moda Veste la Pace, il riconoscimento che l'Organizzazione Mondiale contro le Discriminazioni nella Moda, nell'arte e nello sport African Fashion Gate conferisce ogni anno presso il Parlamento Europeo di Bruxelles.

## Vita privata

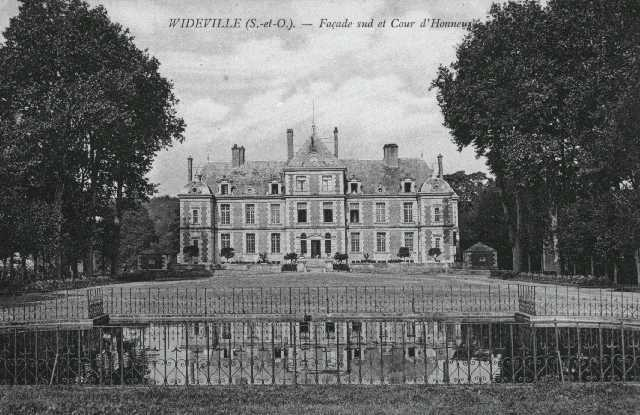
Il Castello di Wideville, residenza di Valentino, in una foto d'epoca

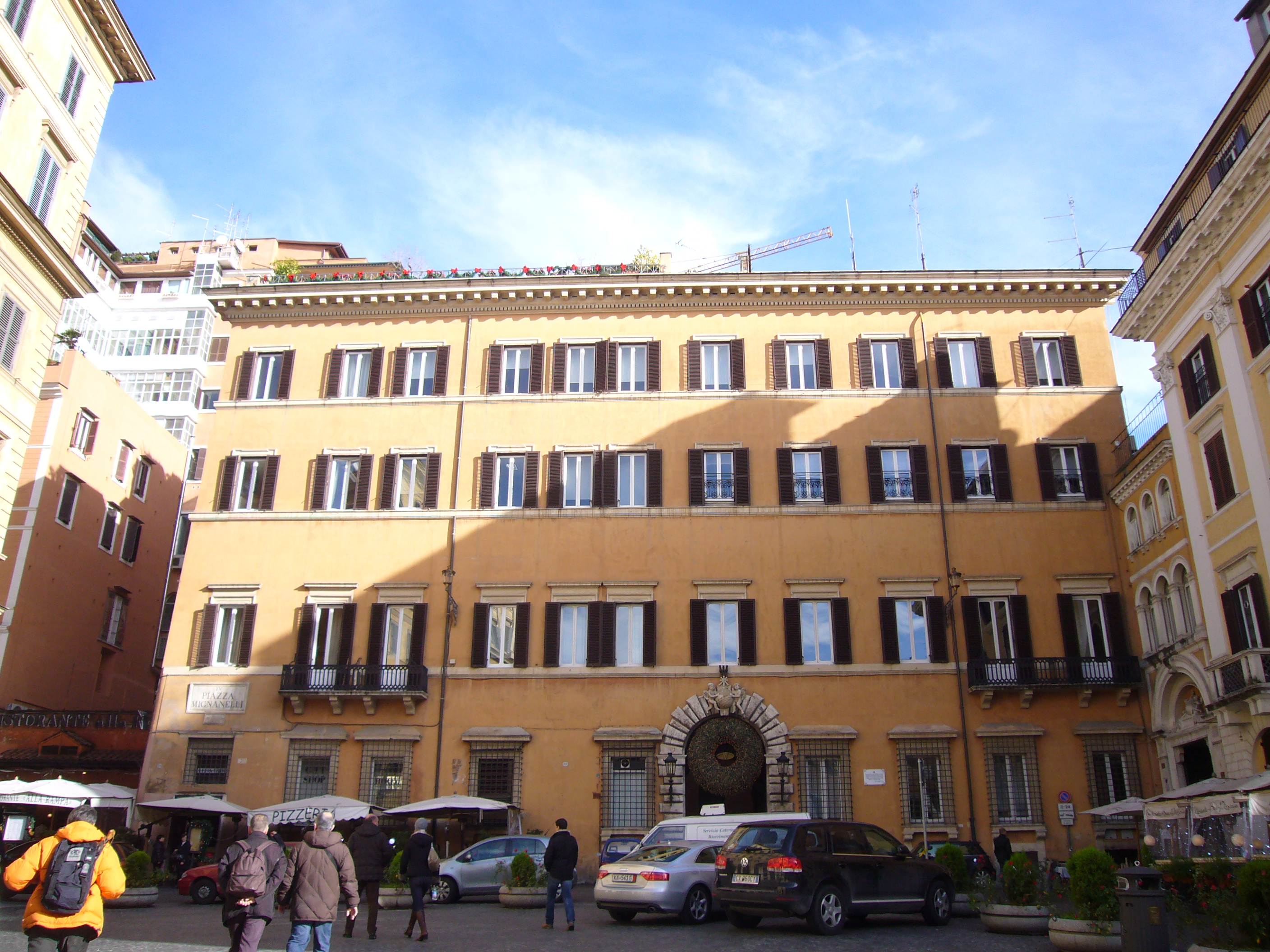
Palazzo Mignanelli, una delle residenze romane di Valentino e sede della casa di moda

Dichiaratamente omosessuale, Valentino è stato sentimentalmente legato per 12 anni al socio in affari Giancarlo Giammetti. I due hanno vissuto insieme alle loro madri fino alla loro scomparsa, Teresa Garavani nel 1977 e Lina Giammetti nel 1996. Anche dopo la fine della relazione, i due hanno continuato a frequentarsi e lavorare insieme. Valentino si è successivamente legato all'ex modello statunitense Bruce Hoeksema. Cattolico devoto, Valentino ha dichiarato di essere molto credente: si reca sovente in chiesa e prega quotidianamente.
Valentino vive tra il Castello di Wideville, a Davron, Crespières, nei pressi di Parigi, acquistato nel 1995, residenza cinquecentesca con un parco annesso di oltre 120 ettari, la villa a Roma sulla Via Appia, il palazzo ottocentesco a Holland Park a Londra, nel cui salone si trovano i cinque quadri di Pablo Picasso che fanno parte della collezione dello stilista, l'attico newyorkese a Park Avenue e lo Chalet Gifferhorn, dimora invernale dello stilista a Gstaad. A Roma si trova anche Palazzo Mignanelli, sede dell'omonima casa di moda.
Lo stile di vita di Valentino e Giammetti è sempre stato caratterizzato da un'estrema opulenza. John Fairchild, storico ex direttore della rivista di moda Women's Wear Daily e W, ha dichiarato in un'intervista a Vanity Fair (Agosto 2004):

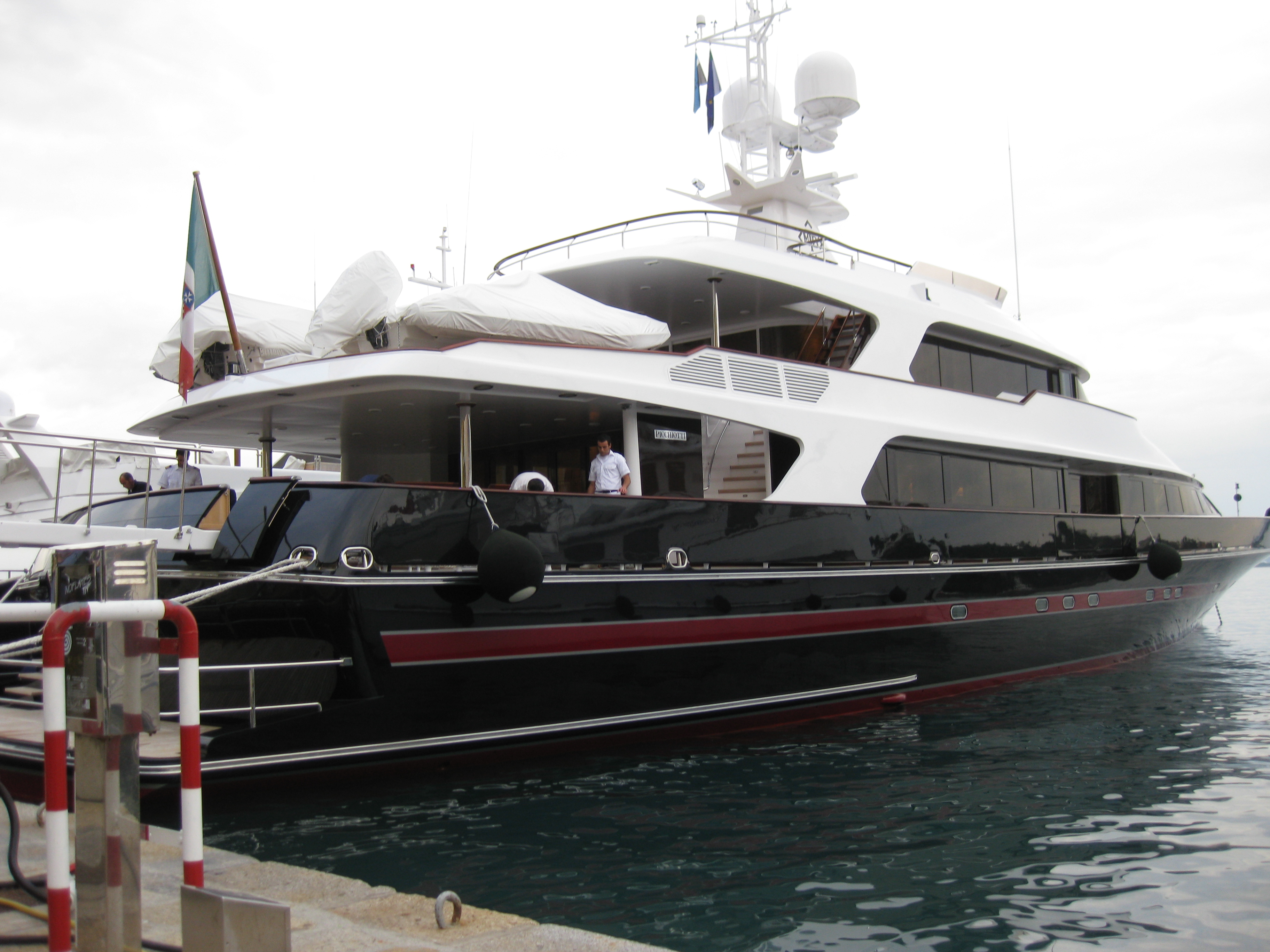
Lo yacht di Valentino attraccato a Porto Santo Stefano (provincia di Grosseto)

Nel 2007, in un'intervista a la Repubblica, Valentino ha rivelato di aver amato l'attrice Marilù Tolo e di averle chiesto la mano, ricevendo però un rifiuto; i due sono comunque rimasti amici.
Valentino nel tempo si è circondato di alcuni stretti amici, coi quali appare sovente in pubblico. Il gruppo comprende, oltre a Giammetti e Hoeksema, i fratelli brasiliani Sean e Anthony de Souza e i loro genitori Carlos Souza e la socialite brasiliana Charlene Shorto de Ganay, ex moglie di Souza, entrambi PR di Valentino. Valentino incontrò l'allora diciottenne Carlos nel 1973 durante il carnevale di Rio de Janeiro quando, secondo le cronache, era il più bel ragazzo del Brasile. Carlos accettò di seguire Valentino e Giammetti a New York e ha lavorato come PR per la maison Valentino per più di trent'anni fino al dicembre 2007. Valentino e Giammetti sono stati padrini di battesimo di Anthony e Sean.
Giammetti ha confidato al mensile Vanity Fair:
Valentino ha fatto una breve apparizione nel film Il diavolo veste Prada interpretando sé stesso.

### Muse brasiliane e spagnole: Charlene Shorto de Ganay e Nati Abascal
Valentino ha avuto anche numerose amiche e muse tra le più belle donne del jet-set mondiale; alcune di loro sono diventate membri della sua famiglia estesa. Rientrano in questo gruppo le brasiliane Charlene Shorto De Ganay, detta Chacha' e la spagnole Naty Abascal, duchessa di Feria e la principessa franco-brasiliana Georgina Brandolini, nuora di Cristiana Agnelli, che lavorò per Valentino per 18 anni prima di lasciarlo per Balmain. Charlene è l'ex moglie del PR storico di Valentino Carlos de Souza, dei cui figli, Sean e Anthony, Valentino e Giammetti sono i padrini. Valentino incontrò invece Nati Abascal, allora diciannovenne, nel 1968 ad una festa e la invitò a Capri. Altre muse storiche di Valentino sono state Rosario di Bulgaria, che incontrò Valentino a Maiorca negli anni novanta ad una festa del jet-set spagnolo, divenendo poi per un po' di tempo la sua donna immagine. Altri amici molto importanti sono stati la modella brasiliana Dalma Callado, e le PR Daniela Giardina, Olivia Berghauer e Noona Smith Petersen.

## Ilrosso Valentinoe l'estetica del brand
Il colore Rosso Valentino è una particolare sfumatura di rosso creata da Valentino e usata di massima solo per alcuni dei suoi abiti. Si tratta di una tonalità di rosso molto acceso che si colloca tra il carminio, il porpora e il rosso di cadmio, tendente all'arancione ma senza mai diventare davvero arancione. Valentino ha avuto l'ispirazione per questo colore dai vivaci toni cromatici visti durante una vacanza in Spagna. Lo stile delle collezioni Valentino è sempre stato classico ed elegante, emblema di una raffinatezza quasi mai semplice ma che si adatta al corpo che la indossa valorizzandolo e senza mai rubarne l'attenzione. Non mancano i tocchi di stravaganza, abilmente inseriti negli abiti di alta classe, che donano un fascino senza tempo al brand italiano. I capi Valentino sono emblema di lusso e delicatezza.

### Collaborazioni per VIP
Sono molte le celebrità che hanno scelto di indossare creazioni di Valentino per le loro occasioni speciali, sfoggiando abiti su misura che hanno accresciuto la notorietà del brand; ad esempio l'attrice americana Anne Hathaway, protagonista del film Il diavolo veste Prada, lo ha scelto per il suo matrimonio, ed è passata alla cronache per l'ampia gonna di tulle bianco con una leggerissima sfumatura di rosa. Nel 1995 lo stilista italiano ha curato l'abito da sposa della principessa Marie-Chantal Miller per il matrimonio con Pavlos, principe della Corona di Grecia, collaborazione che ha dato subito un'impennata di visibilità alla maison di moda. Il vestito firmato Valentino, oltre ad essere diventato iconico, è tra le creazioni più costose del mondo della moda per i matrimoni, con un valore di 327.159 euro.